# Augustenborg Fjord
Augustenborg Fjord er en 10 km  lang fjord  på vestkysten af Als, nordøst for Als Sund og sydøst for Als Fjord. I bunden af fjorden ligger den gamle hertugby Augustenborg i et bakket morænelandskab med stejlt faldende terræn ned mod byens havn og mod fjordens østlige del, Lillehav, som er afspærret fra fjorden med en dæmning. 
Parken omkring slottet fremstår i dag som en romantisk have med gamle ege og bøgetræer og andre træarter der ikke vokser almindeligt i Danmark.
Augustenborg Skov ligger ud til Augustenborg Fjord vest for Augustenborg Slot. Skoven har igennem århundreder været plejet som lystskov og benyttes i dag i stor udstrækning til rekreative aktiviteter.
Ketting Nor ligger lige midt i trekanten Ketting, Egen og Sebbelev, ca. 4-5 km nord for Augustenborg. 
Ketting Nor er den inderste del af en gammel fjordarm fra Augustenborg Fjord. Noret er kendetegnet ved at der hele vejen langs bredden er en kraftig rørskov, som er overvintringsplads for mange andefugle.
Katholm er en lille ø i Augustenborg Fjords nordøstlige hjørne ud for Sebbelev mod sydøst og Stolbro/Dyndved mod nord. Umiddelbart øst for Katholm ligger indsejlingen til Ketting Nor. Katholms lave vegetation er en optimal som yngleplads for gæs, svaner og  måger.

## Historie
I vikingetiden var Mjang Dam øst for den nuværende fjord en del af  Augustenborg Fjord. Nu er det meste af dammen dækket af en meget stor og tæt rørskov. I dammens østlige ende er der et større åbent vandområde, der er det egentlige Mjang Dam. Derfra går der en kanal, Strømmen, der har forbindelse via en kanal fra Bro til Krumom og videre ud i Lillehav. 

### Panserbatteriet Rolf Krake
Panserbatteriet Rolf Krake i Augustenborg Fjord under den 2. Slesvigske Krig.
Efter våbenhvilens ophør begyndte preusserne kl. 2 nat den 29. juni 1864 ved Sottrupskov at sejle soldater over til Als. Panserbatteriet Rolf Krake lå på dette tidspunkt i Augustenborg Fjord. Rolf Krake sejlede ud i Als Sund, åbnede ild mod preusserne og bragte landgangen til ophør i tre kvarter. Men skibschefen, admiral H.P. Rothe, syntes, at skyderiet på Als trak sydpå, hvad der tydede på, det danske forsvar af Als var opgivet. For at deltage i evakueringen af de danske styrker befalede han Rolf Krake tilbage i Augustenborg Fjord, hvorved preusserne kunne genoptage landgangen og endda lægge en pontonbro over Als Sund.